# تاريخ تيرول
يرجع تاريخ تيرول، وهي منطقة تاريخية في منطقة جبال الألب الوسطى في أوروبا الوسطى، إلى المستوطنات البشرية الأولى في نهاية الفترة الجليدية الأخيرة، نحو عام 12. 000 ق.م. يمكن تعقب المستوطنات الحضرية للمزارعين ورعاة الماشية إلى عام 5000 ق.م. استوطِن العديد من الوديان الرئيسة والجانبية في خلال العصر البرونزي المبكر، بين عامي 1800 و1300 ق.م. بزغت من هذه المستوطنات حضارتان بارزتان: حضارة لاوغن ميلاون في العصر البرونزي، وحضارة فريتزنز سانزينو في العصر الحديدي.
احتل الرومان المنطقة في عام 15 ق.م. ضُمت المنطقتان الشرقية والغربية إلى الإمبراطورية الرومانية على أنهما محافظتا رائيتيا ونوريكوم، ما ترك آثارًا عميقة على الحضارة واللغة تمثلت في اللغات الرائيتية الرومانسية. عقب احتلال القوط لإيطاليا، صارت تيرول مركز مملكة القوط الشرقيين في القرنين الخامس والسادس. في عام 553، ضُم جنوب تيرول إلى مملكة إيطاليا اللومباردية، ووقع شمال تيرول تحت نفوذ البايوفاريين، وصار غرب تيرول جزءًا من ألامانيا، وتجتمع المناطق الثلاث في بولسانو الحالية.
في عام 774، احتل شارلمان اللومبارديين، وبالنتيجة، صارت تيرول نقطة عبور مهمة إلى إيطاليا. في القرن الحادي عشر، أذن أباطرة الإمبراطورية الرومانية المقدسة بانضمام دول ترينتو وبولسانو وفينشغاو إلى أبرشية ترينت، ودولتا نوريتال وبوستر فالي إلى أبرشية بريكسن، ما وضع المنطقة بصورة فعالة تحت نفوذ الأباطرة.
في القرون التالية، وسع الكونتات المقيمون في قلعة تريول قرب ميرانو أراضيهم إلى المنطقة. احتفظ الكونتات اللاحقون بالكثير من أراضيهم مباشرة من الإمبراطور الروماني المقدس. سيطرت عائلة ماينهاردينغر، التي يرجع أصلها إلى غوريزيا، على تيرول وغوريزيا ودوقية كارينثيا. بحلول عام 1295، أثبتت «مقاطعة وسلطة تيرول» نفسها بصرامة في «الأرض التي على أديجي وإن»، كما أُطلق على المنطقة آنذاك. وقتما انقرضت سلالة ماينهاردينغر في عام 1369، جرى التنازل عن تيرول لآل هاسبيرغ، الذين حكموا المنطقة لخمسة القرون ونصف القرن التالية، وتخلل ذلك فترة وجيزة من سيطرة البافاريين في بداية التسعينيات في خلال الحروب النابليونية.
عند نهاية الحرب العالمية الأولى، تركت معاهدة سان جرمان الجزء الجنوبي من تيرول لمملكة إيطاليا، بما فيها جنوب تيرول الحالية بأكثريتها الضخمة الناطقة بالألمانية. احتفظت الجمهورية النمساوية الأولى بالجزء الشمالي من تيرول. تشكلت المنطقة التاريخية على يد دولة تيرول النمساوية الحالية ومحافظتي جنوب تيرول وترينتينو الإيطاليتين. تتوافق حدود منطقة تيرول – جنوب تيرول - ترينتينو الأوروبية هذه مع مقاطعة تيرول الهابسبورغية السابقة، والتي منحت هذه المنطقة التاريخية اسمها.

## ما قبل التاريخ
تظهر الاكتشافات الأثرية أناسًا استوطنوا في منطقة جبال الألب الوسطى، التي سُميت لاحقًا تيرول، وقتما تراجعت الأنهار الجليدية وعادت الحياة النباتية والحيوانية إلى الحياة، بعد انتهاء العصر الجليدي الأخير نحو عام 12.000 ق.م. وُجدت مشغولات في سيسر ألم تعود إلى العصر الجليدي القديم العلوي. في قيعان الوادي قرب بولسانو وبريكسن وسالورنو، اكتُشفت استراحات صيادين من العصر الحجري المتوسط. أُرجع تاريخ أدوات حجرية استعيدت من هناك إلى الألفية الثامنة ق.م. أثبت اكتشاف أوتزي على نهر سيميلاون الجليدي في عام 1991 أن البشر قد عبرو أعلى معابر الألب بالفعل منذ 5000 عام. يمكن تعقب المستوطنات الحضرية للمزارعين ورعاة الماشية إلى 5000 ق.م. ثمة أدلة كثيرة على المستوطنات في الوادي الرئيس والوديان الجانبية في خلال العصر البرونزي المبكر والمتوسط (1800- 1300 ق.م). كانت مواقع الاستيطان المفضلة المدرجات المشمسة على منحدرات الوديان وقمم التلال في المرتفعات الوسطى.
في العصرين البرونزي والحديدي، كانت المنطقة موطنًا لسلسلة من الحضارات الأصلية التي شغلت تقريبًا منطقة مقاطعة تيرول الأخيرة. الأبرز بينها كانت حضارة لاوغن ميلاون من العصر البرونزي وحضارة فريتزينز سانزينو من العصر الحديدي.
نشأت حضارة لاوغن ميلاون، التي سُميت تيمنًا بموقعين أثريين مهمين قرب بلدة بريكسن المعاصرة في جنوب تيرول، في القرن الرابع عشر ق.م.، في منطقة جنوب تيرول وترينتينو اليوم. سرعان ما انتشرت في المنطقة الوسطى لجبال الألب الجنوبية، وشملت جنوب وشرق تيرول، وترينتينو شمال روفيريتو وإنغادين الأدنى، وخضع القسم الشمالي من تيرول لنفوذ حضارة أورنفيلد. تضمنت العوامل المميِزة خزفها الخاص فاخر الزخرفة، بينما تأثرت الأعمال المعدنية بشدة بالحضارات المجاورة. كما في حضارة أورنفيلد، كان شعب لاوغن ميلاون يحرقون موتاهم، ويضعون رمادهم في مرامد، ويعبدون آلهتهم في مقامات تتموضع أحيانًا في مناطق نائية، على قمم الجبال أو قرب المياه. أظهرت أغراض الدفن الفاخرة أنه من القرن الثالث عشر إلى القرن الحادي عشر قبل الميلاد، ازدهرت حضارة لاوغن ميلاون (لاوغن ميلاون أيه)، بسبب تعدين النحاس، المادة الأصل لمركب البرونز.
نحو عام 500 ق.م، خلفت حضارة فريتزينز سانزينو، المعروفة أيضًا باسم حضارة رائيتي، تيمنًا بالإلهة رائيتيا التي كانت الإله الرئيس للشعوب القاطنة في المنطقة بحسب الكتّاب الرومان، كلًا من حضارة لاوغن ميلاون في الجزء الجنوبي وحضارة أورنفيلد في الجزء الشمالي من تيرول. كما في الحضارة السابقة، كان الخزف فاخر الزخرفة سمة مميزة للغاية، بينما تأثرت جوانب عديدة مثل المشغولات المعدنية وعادات الدفن والدين بشدة بجيرانها، وبالدرجة الأولى الإتروسكانيين والقلط. برغم ذلك، امتلك شعب فريتزينز سانزينو سمات حضارية مميزة هامة تميزهم عن المجموعات المجاورة، مثل المقامات الجبلية التقليدية المستخدمة بالفعل في زمن حضارة لاوغن ميلاون، وأنماطًا معينة من الأبازيم، والدرع البرونزي، وأبجديتهم الخاصة المشتقة من إحدى الأبجديات الإتروسكانية الشمالية (لكن ليس من الأبجدية الإتروسكانية). كانت لغة الرائيتي قريبة من الإتروسكانية، لكنها مختلفة بما يكفي ليقترح اختلافًا قديمًا جدًا بينهما.

## العصور القديمة
في عام 15 عشر ق.م، احتل الرومان المنطقة، وضُم قسماها الشمالي والشرقي إلى الإمبراطورية الرومانية باعتبارهما محافظتا رائيتيا ونوريكوم على التوالي. صار الجزء الجنوبي والذي يضم المنطقة المحيطة بمدن بولسانو وميرانو جزءًا من المنطقة الخامسة الإيطالية. وكما جرى في بقية أوروبا، تركت الحقبة الرومانية آثارًا عميقة على الثقافة واللغة تمثلت باللغات الرائيتية الرومانسية.